# Ualabi rupestre petit
El ualabi rupestre petit (Petrogale concinna) és una espècie de macròpode molt petita que viu al nord d'Austràlia. Antigament se'l considerava prou diferent com per merèixer un gènere propi, Peradorcas, però actualment se'l considera part del gènere Petrogale, com tots els ualabis rupestres.